# Epirhyssa bifurcata
Epirhyssa bifurcata là một loài tò vò trong họ Ichneumonidae.